# Lou Fauroux
Pour les articles homonymes, voir Fauroux (homonymie).
 (avril 2025).
Motif : Sources attestant de la notoriété ?
- Archive Wikiwix
- Bing
- Cairn
- DuckDuckGo
- E. Universalis
- Gallica
- Google
- G. Books
- G. News
- G. Scholar
- Persée
- Qwant
- (zh) Baidu
- (ru) Yandex
- (wd) trouver des œuvres sur Wikidata

| 1. | Préciser le motif de la pose du bandeau. | Précisez le motif de la pose du bandeau en utilisant la syntaxe suivante : {{admissibilité à vérifier\|date=juin 2025\|motif=remplacez ce texte par le motif}}                   |
| 2. | Informer les utilisateurs concernés.     | Pensez à avertir le créateur de l'article, par exemple, en insérant le code ci-dessous sur sa page de discussion : {{subst:avertissement admissibilité à vérifier\|Lou Fauroux}} |

 (avril 2025).
 (avril 2025).
La mise en forme du texte ne suit pas les recommandations de Wikipédia : il faut le « wikifier ».
Les points d'amélioration suivants sont les cas les plus fréquents :
- Les titres sont pré-formatés par le logiciel. Ils ne sont ni en capitales, ni en gras.
- Le texte ne doit pas être écrit en capitales (les noms de famille non plus), ni en gras, ni en italique, ni en « petit »…
- Le gras n'est utilisé que pour surligner le titre de l'article dans l'introduction, une seule fois.
- L'italique est rarement utilisé : mots en langue étrangère, titres d'œuvres, noms de bateaux, etc.
- Les citations ne sont pas en italique mais en corps de texte normal. Elles sont entourées par des guillemets français : « et ».
- Les listes à puces sont à éviter, des paragraphes rédigés étant largement préférés. Les tableaux sont à réserver à la présentation de données structurées (résultats, etc.).
- Les appels de note de bas de page (petits chiffres en exposant, introduits par l'outil «  Source ») sont à placer entre la fin de phrase et le point final[comme ça].
- Les liens internes (vers d'autres articles de Wikipédia) sont à choisir avec parcimonie. Créez des liens vers des articles approfondissant le sujet. Les termes génériques sans rapport avec le sujet sont à éviter, ainsi que les répétitions de liens vers un même terme.
- Les liens externes sont à placer uniquement dans une section « Liens externes », à la fin de l'article. Ces liens sont à choisir avec parcimonie suivant les règles définies. Si un lien sert de source à l'article, son insertion dans le texte est à faire par les notes de bas de page.
- La présentation des références doit suivre les conventions bibliographiques. Il est recommandé d'utiliser les modèles {{Ouvrage}}, {{Chapitre}}, {{Article}}, {{Lien web}} et/ou {{Bibliographie}}. Le mode d'édition visuel peut mettre en forme automatiquement les références.
- Insérer une infobox (cadre d'informations à droite) n'est pas obligatoire pour parachever la mise en page.

Pour une aide détaillée, merci de consulter Aide:Wikification.
Si vous pensez que ces points ont été résolus, vous pouvez retirer ce bandeau et améliorer la mise en forme d'un autre article.
Lou Fauroux est une artiste visuelle et sonore française née en 1998 à Mulhouse.

## Biographie
Lou Fauroux vit et travaille à Saint-Ouen. Elle a étudié à l’ECAL et est diplômée de l’ENSAD Paris en 2022. 
Lou Fauroux a présenté ses œuvres vidéo et ses films dans des institutions telles que le MoMA, New York ; le Film at Lincoln Center, New York ; le Centre Pompidou, Paris ; le FRAC Poitou-Charentes, Angoulême ; Forde, Genève ; la Fondation Pernod-Ricard, Paris. Elle a participé à des expositions collectives chez Chantal Crousel, Paris ; Exo Exo, Paris ; le Centre Wallonie-Bruxelles, Paris. Elle est lauréate du prix du court métrage MK2 pour son film ThisIsHowTheWorldEnds (2020) et finaliste du prix émergence de la SCAM (2022). Son travail fait partie de la collection du FRAC Poitou-Charentes.
En octobre 2024, Lou Fauroux a effectuée son premier projet dans le cadre d'une foire d’art avec la galerie Exo Exo (qui représente l'artiste) pour Art Basel Paris.

## Œuvre
À travers une pratique de la vidéo, de la sculpture, de l’installation et du 3D, Lou Fauroux interroge les enjeux éthiques de l’intelligence artificielle et des technologies virtuelles ainsi que leurs impacts sur les humains,. Elle décrypte les structures sociales de pouvoir à travers la culture pop et les médias tels que la musique et les jeux vidéo. Intégrant son expérience queer dans les multiples couches de narration et de représentation, elle se réapproprie les images avec lesquelles elle a grandi en construisant de nouvelles mythologies autour d’elles.
En addition à sa pratique de l'art contemporain, Lou Fauroux est également DJ, et a cofondé le label Færies (avec la DJ Jennifer Cardini) au sein duquel elle promeut un espace musical et social propice à l'épanouissement et la mise en avant de jeunes artistes queers.

## Expositions personnelles (sélection)
2023
- WhatRemains, Galerie du Crous, Paris

2024
- The green lights have now faded, Exo Exo, Paris
- Art Basel Paris 2024, Grand Palais (avec Exo Exo), Paris

## Expositions collectives (sélection)
2019
- En cas d’urgence, veuillez brisez la glace, Galerie de la Cité Internationale des Arts, Paris

2021
- Essentielle poussière, cur. Vasa, Simplon 24, Lausanne
- Quarantaine fun, Carbone17, Aubervilliers

2022
- Final Girl, cur. Inès Geoffroy & Mathilda Portoghese, DOC!, Paris
- The Player, new acquisitions, FRAC Poitou-Charente, Angoulême
- Le bureau d’investigation du sacré, cur. Jeanne Mercier, Les Grandes Serres, Pantin
- Videos, cur. Natacha Lesueur, Galerie Eva Vautier, Nice

2023
- POV: you’re upset because it’s the end of the world and you’re stuck between realities, cur. Camille Gouin, Exo Exo, Paris
- Tous les jours, cur. Eva Svennung, Galerie Chantal Crousel, Paris
- HY, FRAC Poitou-Charentes et Lycée Ernest Pérochon, Parthenay
- Toward a shared visions, cur. Cluj-Napoca, Centrul de Interes, Cluj-Napoca, Romania
- Færies Records X Palais de Tokyo, performance cur. Caterina Zevola, Palais de Tokyo, Paris
- 100% l’Expo, cur. inès Geoffroy, La Villette, Paris
- Promesses, Galerie du Crous, Paris

2024
- Biennale NOVA_XX, Centre Wallonie-Bruxelles, Paris
- New Directors/ New Films, Museum of Modern Art MoMA x Lincoln Film Center, New York

## Projections et Festivals (sélection)
TakeMe2UrDreamz, 11’11, 2019
- HY, FRAC Poitou-Charentes et Lycée Ernest Pérochon, Parthenay, 2023
- Final Girl, cur. Inès Geoffroy et Mathilda Portoghese, DOC!, Paris, 2022
- The Player, nouvelles acquisitions, FRAC Poitou-Charentes, Angoulême, 2021
- Vidéos, invitation de Natacha Lesueur, Galerie Eva Vautier, Nice, 2022
- Queer Dreams, cur. Tirdad Hashemi, BLO Ateliers, Berlin, 2023
- La mort vous va si bien, Le Loma, Massy, 2019

Porn Family’, 29’07, 2020
- Argent facile, collectif Occasionnel, Forde, Spoutnik, La Dispersion, Genève, 2022
- Gofildren, cur. Golfildren, Ferme du Grand Béon, Bourgogne, 2021
- Movie night, cur. Alien She, Velvet moon, Montreuil, 2020

ThisIsHowTheWorldEnds, 12’09, 2020
- Rétrospective des lauréats du concours ‘2050’ du Crous, Centre Culturel du Crous
- Lauréats du festival de court-métrage Mk2, online
- Projection des lauréats, Crous de Clermont-Ferrand
- ‘Ça va être short’, Crous de Montpellier
- 18th London Short Film Festival, Sélection officielle
- Worcester Film Festival, Sélection officielle
- Film of the week, évènement0, online
- Festival du court-métrage Mk2/Troiscouleurs, Paris

WhatRemains, Genesis, 18’18, Orphée Films, 2023
- Cinéma du réel 2023, Première Fenêtre, Centre Pompidou
- Science New Wave XVI 2023, New York, US (Honorable Mention)
- International Festival of Signs of the Night Bangkok 2023, Thailand
- Festival Internazionale Segni della Notte 2023, Italy
- Curtocircuito IFF 2023, Noite Malandra, Compostela, Spain

The Porn Selector, 14’, Orphée Films, 2024
- 53rd New Directors/New Films 2024, Film Lincoln Center at MoMA, NYC
- 40th kurzfilm Festival Hamburg, International Competition
- DMZ International DOcumentary Film Festival 2024
- Linea d’Ombra Festival 2024
- Porny Days Festival 2024
- Brussels Porn Film Fest 2025

## Performances et Musique
2023
- DJ set, FÆRIES X Palais de Tokyo, mai 2023

- DJ set, FÆRIES X La Station Gare des Mines, juillet 2023

- DJ set, 100% La villette, à la folie, avril 2023

- DJ set, Les laboratoires X Centre Wallonie Bruxelles, novembre 2023

2024
- Hybrid set, Biennale Nova, CWB, février 2024

## Prix et Bourses
2019
- Lauréate bourse de soutien à la production de la Fondation d’entreprise AG2R La Mondiale pour la vitalité artistique, Chaire La Jeune Création et le Sacré, Paris

2020
- Lauréate cat. montage, concours de court-métrage confiné MK2 et Trois Couleurs

2021
- Lauréate ‘Film court’, Crous région Île-de-France

- 2e Prix national dans la catégorie ‘Film court 2050’, Crous France

2022
- Finaliste du Prix Émergences de la SCAM pour WhatRemains,

2024
- Lauréate du prix Emergence FoRTE Ile-de-France pour The Internet Collapse

- Lauréate Biennale NOVA_XX, mention spéciale du jury

## Résidences
2022
- Artagon, Pantin

2024
- La Friche #2, “Communs numériques” résidence de 3 mois au Palais de Tokyo[10]
- Résidence Atelier Chaleur Tournante (2024-2025)

## Collections Publiques
- 2022 TakeMe2UrDreamz rejoint la collection du FRAC Poitou-Charentes
- 2024 The Rosetta Stone B. intègre la collection POP de la Seine-Saint-Denis